# Adam Wolff

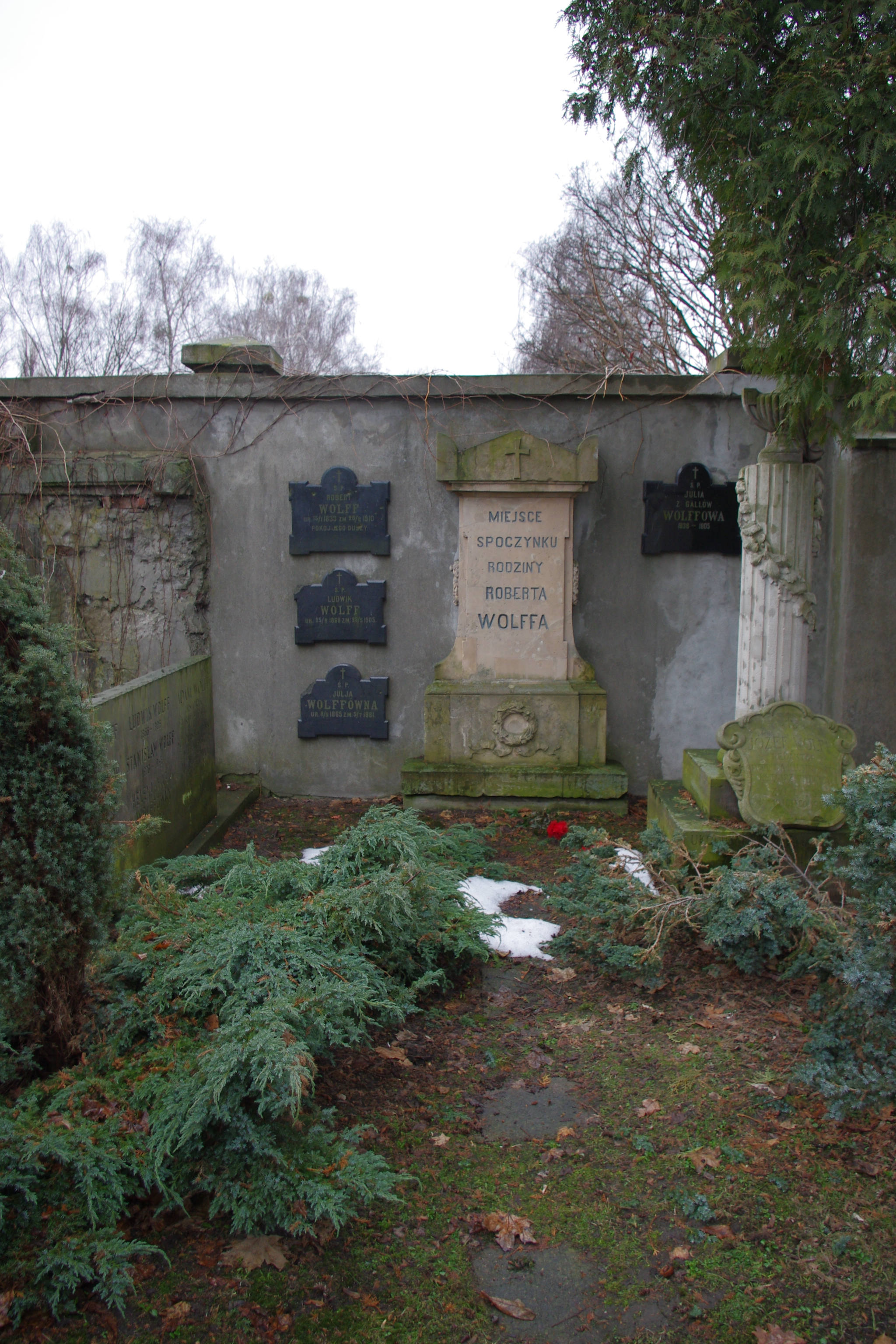
Grób Adama Wolffa na cmentarzu ewangelicko-augsburskim w Warszawie

Adam Tadeusz Wolff (ur. 14 sierpnia 1899 w Warszawie, zm. 7 lutego 1984 tamże) – polski historyk, mediewista, archiwista i wydawca źródeł, wioślarz, żeglarz, olimpijczyk z Amsterdamu 1928, działacz sportowy.

## Życiorys
Syn Augusta (Gustawa) Kazimierza Wolffa i Marii z Romiszewskich, córki generała armii carskiej Władysława Romiszewskiego i Gruzinki Anny z ks. Dżakelich.
Urodził się w rodzinie księgarskiej z tradycjami literackimi. Jego ojciec, Gustaw, był tłumaczem, poetą i księgarzem. Dziadek, Robert Wolff, założycielem, wraz z Gustawem Gebethnerem, słynnej księgarni i wydawnictwa „Gebethner i Wolff” (1857) przy Krakowskim Przedmieściu w Warszawie. Stryj, Józef Wolff, wydawcą i redaktorem naczelnym „Tygodnika Ilustrowanego”. Rodzina ze strony matki miała tradycje ziemiańskie i wojskowe. Dziadek, Władysław Romiszewski, dosłużył w armii carskiej najwyższego stopnia wojskowego w piechocie – generała piechoty. Bracia matki również związali się z armią. Modest Romiszewski był generałem carskim i WP, a Eugeniusz Romiszewski – tyt. gen. WP.
Pierwsze nauki pobierał w domu. W latach 1911–1914 uczęszczał do gimnazjum Konopczyńskiego, a następnie od 1915 r. do gimnazjum Ziemi Mazowieckiej, gdzie uzyskał maturę w maju 1917 r. Jego nauczycielami byli m.in. historycy Antoni Rybarski i Janusz Iwaszkiewicz. W czasie nauki w szkole należał do nielegalnego skautingu.
Studia historyczne rozpoczął w 1917 r. na Wydziale Filozoficznym Uniwersytetu Warszawskiego, które przerwał, wstępując jako ochotnik w listopadzie 1918 r. do Wojska Polskiego. Po zwolnieniu z wojska w 1921 r. kontynuował studia. Pracę naukową Wolff rozpoczął jeszcze na studiach. Już w 1921, doceniając jego umiejętności paleograficzne i znajomość łaciny, powierzono mu zinwentaryzowanie dokumentów pergaminowych w Muzeum Narodowym w Warszawie. W lutym 1922 prof. Marceli Handelsman zaproponował mu opracowanie spisu urzędników mazowieckich w l. 1370–1526 na podstawie najstarszych akt mazowieckich znajdujących się w Archiwum Głównym Akt Dawnych. Pracę w Archiwum Głównym Akt Dawnych Adam Wolff rozpoczął w 1924 r. W ciągu blisko 30 lat pracy w tym najstarszym polskim archiwum Wolff przeszedł wszystkie stopnie kariery archiwalnej, od praktykanta do kustosza i kierownika oddziału akt staropolskich.
W latach 20. Wolff udzielał się w towarzystwach historycznych. Był członkiem Polskiej Akademii Umiejętności, Polskiego Towarzystwa Historycznego, Towarzystwa Miłośników Historii, Komisji Historycznych Warszawskiego Towarzystwa Naukowego.
Praca archiwalna Wolffa była ściśle związana z jego badaniami naukowymi, skoncentrowanymi początkowo głównie na sporządzeniu spisu urzędników książęcego Mazowsza i przygotowaniu monografii na temat Metryki Mazowieckiej. Już jako uznany badacz Mazowsza, znakomity paleograf i znawca archiwistyki staropolskiej na podstawie wydanych wcześniej prac naukowych uzyskał stopień doktora w 1938 r., a dwa lata wcześniej formalne magisterium. Ostatnie lata przed wybuchem II wojny św. Wolff poświęcił na prace związane z przygotowaniem Kodeksu dyplomatycznego Mazowsza. W okresie II wojny Wolff nadal pracował w AGAD. Po powstaniu warszawskim trafił do Krakowa, gdzie rozpoczął pracę w Archiwum Państwowym i prowadził wykłady i zajęcia z paleografii łacińskiej i archiwistyki na Uniwersytecie Jagiellońskim.
W 1946 r. powrócił do AGAD, gdzie od 1947 r. do końca swej pracy w tej instytucji tj. do 1954 r. był kustoszem i kierownikiem działu akt staropolskich. W okresie powojennym wrócił do swoich zainteresowań badawczych związanych z dziejami Warszawy. W czasie pracy w AGAD przygotował ważne opracowania dotyczące strat archiwów i bibliotek warszawskich w zakresie rękopiśmiennych źródeł historycznych, kierował sporządzaniem odpisów do księgi radzieckiej Starej Warszawy, a także wraz z Kazimierzem Konarskim i Aleksym Bachulskim przygotowywał wydanie pierwszego Polskiego Słownika Archiwalnego.
W 1949 uzyskał habilitację na Wydziale Humanistycznym Uniwersytetu Warszawskiego z zakresu historii Polski wieków średnich. W Instytucie Historycznym UW prowadził ćwiczenia wyższe z paleografii łacińskiej, a także wykłady i ćwiczenia z metodyki wydawnictw i archiwistyki. Pracował społecznie w Związku Bibliotekarzy i Archiwistów Polskich, prowadził referat archiwalny w Zarządzie Głównym i kierował sekcją archiwalną Koła Warszawskiego. Był też współpracownikiem Komisji Atlasu Historycznego Polski i Warszawskiego Towarzystwa Archeologicznego.
Od 1954 r. pracował w Instytucie Historii Kultury Materialnej PAN, gdzie objął kierownictwo Zakładu Edytorstwa, a następnie Dokumentacyjnego. W tym samym roku został profesorem nadzwyczajnym. W 1969 r. przeszedł na emeryturę, jednak do ostatnich lat życia aktywnie pracował naukowo, skupiając się na kilku poważnych przedsięwzięciach wydawniczych. W latach 60. Wolff działał w Mazowieckim Towarzystwie Kultury, Mazowieckim Ośrodku Badań Naukowych, sekcji Mazowsza w Towarzystwie Miłośników Historii. Będąc już na emeryturze, był m.in. członkiem Komisji Naukowej przy Obywatelskim Komitecie Odbudowy Zamku Królewskiego w Warszawie oraz redakcji „Słownika Mazowsza”.
W zakresie źródeł średniowiecznych Adam Wolff był erudytą i najlepszym w Polsce znawcą późnośredniowiecznych źródeł do dziejów Mazowsza. Aleksander Gieysztor, który kształcił się u Wolffa w paleografii, podsumowując jego działalność naukową, określał go jako „mistrza paleografii” i „człowieka źródeł”. Szczególne znaczenie w dorobku naukowym Wolffa ma praca „Studia nad urzędnikami mazowieckimi 1370-1526” wydana w 1962 r. Zgromadzony do niej przez Wolffa materiał (ponad 800 stron rękopisu) został spalony w czasie powstania warszawskiego. Jednocześnie w 1944 r. uległa zniszczeniu w znacznym stopniu jej podstawa źródłowa. Praca ta została odtworzona dzięki znakomitej pamięci Wolffa i w miarę możliwości sprawdzona i uzupełniona. Dla badaczy dziejów Mazowsza stała się ona podstawowym kompendium do poznania podziałów terytorialnych Mazowsza, hierarchii urzędniczej, jej powstania, kompetencji i składu.
Adam Wolff był również znanym żeglarzem, działaczem harcerskim i sportowym. Otrzymał patent kapitana jachtowego morskiego. Uczestniczył m.in. w 20 regatach żeglarskich w kraju i za granicą. Brał udział w igrzyskach olimpijskich w Amsterdamie w 1928 roku, gdzie wystartował w łódce jednoosobowej, zajmując 18. miejsce. W sumie na olimpiadzie startował w trzech biegach, a Polska ostatecznie zajęła 17. miejsce. Przygodę z żeglarstwem Adam Wolff rozpoczął jeszcze przed I wojną światową w Sopocie u dziadka Roberta Wolffa – współwłaściciela największej w Królestwie Polskim księgarni „Gebethner i Wolff”. Po odzyskaniu przez Polskę niepodległości zaangażował się w działalność harcerstwa i warszawskiego Akademickiego Związku Sportowego. Należał do Yacht Klubu Polskiego. Był też współzałożycielem Polskiego Związku Żeglarskiego. W latach 1925–1969 zasiadał w Zarządzie Polskiego Związku Żeglarskiego. Po II wojnie światowej sprawował funkcję delegata PZŻ w Małopolsce, na Górnym Śląsku i Opolszczyźnie. Do końca lat 60. pracował na rzecz żeglarstwa. Organizował szkolenia żeglarzy. Wraz z drugą żoną opracował podręcznik dla instruktorów żeglarstwa „Szkolenie żeglarskie...” wydany w 1952 r. (Scholastyka Anna Wolff, Adam Wolff, Szkolenie żeglarskie na stopień żeglarza i sternika jachtowego. Wskazówki dla instruktorów, 1959). Od 1955 wchodził w skład Prezydium Komisji Turystyki Żeglarskiej PTTK, a w 1980 otrzymał tytuł honorowego członka Polskiego Związku Żeglarskiego. Był również członkiem Polskiego Towarzystwa Tatrzańskiego.
Pierwszą żoną Adama Wolffa była żeglarka Jadwiga Wolff-Neugebauer (z domu Ossowska). Adam Wolff w 1924 r. poślubił w Warszawie Jadwigę Ossowską, siostrzenicę grafika Adama Półtawskiego. Po rozpadzie tego związku Jadwiga wyszła ponownie za mąż za dr. Kazimierza Neugebauera, a Adam Wolff w 1936 r. ożenił się ze Scholastyką Anną Siezieniewską.
Jadwiga Wolff-Neugebauer w 1933 roku jako pierwsza Polka otrzymała patent kapitana. Żeglarstwo poznała w harcerstwie wodnym, a w 1931 roku zdała egzamin na sternika śródlądowego. W 1934 roku została kapitanem morskiego jachtu „Grażyna”, na którym rok później odbył się bałtycki rejs z załogą złożoną z samych kobiet.
Adam Wolff zmarł 7 lutego 1984 r. w Warszawie. Został pochowany w grobie rodzinnym Wolffów na cmentarzu ewangelicko-augsburskim w Warszawie (aleja F, grób 42).

## Ordery i odznaczenia
- Krzyż Niepodległości (1937),
- Srebrny Krzyż Zasługi (1939).
- Krzyż Kawalerski Orderu Odrodzenia Polski (1969),
- Nagroda Miasta Warszawy (1979),
- odznaka „Za zasługi dla Archiwistyki”,
- odznaka „Zasłużony Działacz Kultury”
- Złota Odznaka Pracownika Morza[10][16].

## Wybrane publikacje
- A.Wolff, Formuła relacji w kancelarii mazowieckiej, „Archeion” 1, 1927
- A. Wolff, Starszeństwo urzędów (Metoda ustalania na przykładzie hierarchii ziemskiej Mazowsza udzielnego), Warszawa 1928
- A. Wolff, Nieznany dokument Ziemowita Trojdenowica dla klasztoru w Czerwińsku, „Kwartalnik Historyczny”, t. 42, 1928, s. 67–69
- A. Wolff, Metryka Mazowiecka. Układ pierwotny. Sposób rejestracji, Warszawa 1929
- J. Siemieński, A. Wolff, Najstarsze księgi krakowskie w Archiwum Głównym, Warszawa 1929
- K.Sochaniewicz, A.Wolff, Urzędnicy województwa bełskiego do połowy XVI w. „Miesięcznik Heraldyczny”, t. 10, 1931, s. 8–24
- A. Wolff, Mazowieckie zapiski herbowe z XV i XVI wieku, Kraków 1937
- A. Wolff, Kompetencje urzędników ziemskich mazowieckich, „Przegląd Historyczny”, t. 37, 1948, s. 194–211W. Kuraszkiewicz, A. Wolff, Zapiski i roty polskie XV–XVI wieku z ksiąg sądowych ziemi warszawskiej, Kraków 1950

- K. Kaczmarczyk, J. Karwasińska, A. Wolff, Opracowanie dokumentów pergaminowych i papierowych w Archiwum, „Archeion”, t. 19/20, 1951, s. 139–193

- Polski Słownik Archiwalny, oprac. A. Bachulski, K. Konarski, A. Wolff, Warszawa 1952

- A. Wolff, Księgi Sądu Asesorskiego 1537–1794, [w:] Straty archiwów i bibliotek warszawskich w zakresie rękopiśmiennych źródeł historycznych, t. 1, Archiwum Główne Akt Dawnych, red. J. Karwasińska, Warszawa 1957, s. 126–127

- A. Wolff, Księgi Trybunału Koronnego 1578–1794, [w:] Straty archiwów i bibliotek warszawskich w zakresie rękopiśmiennych źródeł historycznych, t. 1, Archiwum Główne Akt Dawnych, red. J. Karwasińska, Warszawa 1957, s. 128–131

- A. Wolff, Akta partykularne przedrozbiorowe Archiwum Głównego 1381–1835, [w:] Straty archiwów i bibliotek warszawskich w zakresie rękopiśmiennych źródeł historycznych, t. 1, Archiwum Główne Akt Dawnych, red. J. Karwasińska, Warszawa 1957, s. 75–221
- A. Wolff, Księga ławnicza miasta Nowej Warszawy, t. 1 (1416–1485), Wrocław 1960
- A. Wolff, Studia nad urzędnikami mazowieckimi 1370-1526, Zakład Narodowy im. Ossolińskich 1962

- A. Wolff, Księga radziecka miasta Starej Warszawy, t. 1 (1447–1527), Wrocław 1963